# Laurel und Hardy: Wir sind vom schottischen Infanterie-Regiment
Wir sind vom schottischen Infanterie-Regiment (Originaltitel: Bonnie Scotland) ist eine US-amerikanische Filmkomödie aus dem Jahre 1935 von James W. Horne mit dem Komikerduo Laurel und Hardy in den Hauptrollen. Der Film wurde am 23. August 1935 uraufgeführt und am 8. Mai 1936 erstmals in Deutschland im Kino gezeigt. Ein Alternativtitel lautet Die tapferen Schotten.

## Handlung
Der wohlhabende schottische Adelige Angus Ian McLaurel ist gestorben. Die Bevölkerung des kleinen Dorfes, in dem er lebte, wird von McLaurels Anwalt und Freund Mr. Miggs vom letzten Willen des Herren unterrichtet. Zur gleichen Zeit kommt sein Enkelsohn Stanley McLaurel mit seinem Freund und Anwalt Oliver Hardy in dem Ort an. Beide sind aus dem Gefängnis geflüchtet, mit einem Schiff von den Vereinigten Staaten nach Schottland gefahren und hoffen nun, das Erbe zu erhalten. Allerdings wurde nicht Stan, sondern die andere Enkelin Lorna als Haupterbin eingesetzt. Lorna muss laut Testament bis zum Alter von 21 Jahren in Indien beim Truppenkommandanten Colonel McGregor leben, welcher zu ihrem Vermögensverwalter bestimmt worden ist. Wegen der Reise nach Indien muss Lorna ihren Geliebten Alan Douglas, den Assistenten des Anwalts Miggs, zurücklassen. Die Trennung fällt dem Liebespaar schwer, doch McGregors manipulative Schwester Lady Violet Ormsby überzeugt Lorna, nach Indien zu reisen. Anderenfalls könnte Lorna ihr Erbe nicht antreten.
Stan und Ollie hinterlassen wegen ihres trotteligen Verhaltens keinen guten Eindruck bei Mr. Miggs. Stan erhält vom Erbe nur einen geschichtsträchtigen, aber nutzlosen Dudelsack und eine ebenso geschichtsträchtige, aber ebenso nutzlose Dose Schnupftabak. Sie machen sich Vorwürfe, dass sie wegen dieses kleinen Erbes einen so weiten Weg genommen haben. In der Folge passieren Stan und Ollie einige kleinere Katastrophen im Dorf. So fällt Ollie wegen eines Niesanfalls in einen Fluss, als er Stan den Gebrauch von Schnupftabak zeigen will. Stan setzt Ollies Hose in Brand, als er diese später trocknen will. Nachdem sie drei Wochen in einem Gasthaus logiert haben, werden sie hinausgeworfen, weil sie die Miete nicht zahlen können. Auf der Suche nach Kleidung und Obdach werden sie versehentlich in die Armee eingezogen. Drei Monate später sollen Stan und Ollie nach Indien versetzt werden, wo Lorna inzwischen mit Lady Ormsby eingetroffen ist.
Alan lässt sich ebenfalls nach Indien einziehen, um Lorna wiederzusehen. Lady Ormsby fängt Alans Liebesbriefe ab und täuscht Lorna vor, dass Alan kein Interesse mehr an ihr habe. Lady Ormsby plant eine Hochzeit zwischen der vermögenden Erbin Lorna und ihrem Bruder Colonel McGregor. Alan hört von den Heiratsplänen, wird dann in der folgenden Nacht von Lorna aufgesucht. Alan macht ihr Vorwürfe, dass sie ihm nie zurückgeschrieben habe, ohne sie zu Wort kommen zu lassen. Am nächsten Tag übergibt Millie, das entlassene Dienstmädchen der Lady, Lorna Alans zurückgehaltene Briefe. Lorna sucht Alan, der zu einer gefährlichen Mission aufgebrochen ist. Er soll bei einem Treffen mit Khan Mir Jutra, einem Rebellenfürsten, vortäuschen, dass er Colonel McGregor sei. Jutra, der einen Hinterhalt plant, während McGregor und seine Offiziere abwesend sind, bewirtet seine Gäste, zu denen auch Stan und Ollie gehören. Jutra bekommt die Nachricht von dem Angriff auf das Fort und plant, seine Gäste zu ermorden. Doch bald erfährt er, dass der echte McGregor den Angriff abgeschlagen und die Rebellen gefangen genommen hat. Stan und Ollie ermöglichen die Flucht, indem sie die Rebellen mit Bienenstöcken bewerfen. Auch die zur Festnahme der Rebellen eintreffenden Truppen McGregors werden von den wütenden Bienen angegriffen, als Stan und Ollie zu ihnen laufen.

## Kritiken
Das Lexikon des internationalen Films beschreibt den Film als eine „turbulente Slapstick-Komödie, die ihren Witz aus der Konfrontation der tollpatschigen ‚Helden‘ mit den Absurditäten der Realität gewinnt.“ Auch beim Evangelischen Film-Beobachter dominiert das Lob: „Anspruchslose, aber recht amüsante Abenteuer des Paares Dick und Doof in Schottland und Indien, in denen zugleich Liebesschnulzen und heroische Militärgeschichten à la Kipling veralbert werden. Leichte Kost für Kinder und für Erwachsene mit einer Vorliebe für Slapstick-Komödien.“ Der „TimeOut FIlmguide“ hält den Film nicht für den lustigsten der beiden Komiker, aber er habe einige unvergessliche Momente.

## Hintergrund
Der Film stellt einen Wendepunkt im Schaffen des weltberühmten Komikerduos dar. Auch vor dieser Produktion hatten die beiden einige Langfilme gedreht. Dennoch kehrten sie immer wieder zu den beliebten Kurzkomödien zurück. In der Folgezeit drehten sie nur noch Langfilme.
Die Produktion des Films wurde von Vertragsstreitigkeiten zwischen Stan Laurel, der auch am Drehbuch mitarbeitete, und Produzent Hal Roach überschattet. Die Dreharbeiten, die Anfang März 1935 begannen, mussten am 16. März unterbrochen werden. Der „Hollywood Reporter“ berichtete, dass Laurel das Studio verlassen habe. Eine Woche später vermeldete das Blatt eine Stellungnahme von Hal Roach, in der es hieß, Laurel habe wegen künstlerischer Meinungsverschiedenheiten die Produktion auf eigene Faust verlassen. Gleichzeitig ließ Laurel verlauten, dass er fristlos gekündigt wurde. Grund sei die Arbeitsverweigerung seiner Seite gewesen, doch der wahre Grund sei seine Ablehnung einer Vertragserneuerung mit dem Studio gewesen.
Die in Schottland spielenden Szenen wurden im Laurel Canyon bei Los Angeles gedreht. Mitglieder der Amerikanischen Legion stellten die schottischen Soldaten dar. Die Bienen wurden von Roy Seawright animiert.
Der militärische Berater des Films war Colonel W. E. Wynn. Wynn war in der gleichen Funktion bei dem im gleichen Jahr entstandenen Abenteuerfilm Bengali von Henry Hathaway tätig. Daher wird die MGM-Produktion gerne als Parodie von Hathaways Film angesehen.

## Synchronisation
- Die erste deutsche Fassung wurde unter dem Titel Wir sind vom schottischen Infanterie-Regiment bei der MGM-Synchronabteilung bearbeitet. Die Dialoge schrieb Paul Mochmann, Regie führten Theodor Haerten und Hans Lüdke. Ernst Legal sprach hier Oliver Hardy, der Sprecher von Stan Laurel ist ebenso unbekannt wie die der anderen Darsteller.[5]
- Die zweite Fassung entstand 1966 für die Wiederaufführung am 9. September desselben Jahres. Die deutsche Fassung wurde erneut in der Synchronabteilung der MGM erstellt. Stan Laurel wurde hier von Horst Gentzen gesprochen, dessen Leistung aber kritisiert wurde. Dabei wurde vor allem bemängelt, dass Gentzen wie Jerry Lewis klinge und nicht zu Stan passe.[6] Gentzen hatte Stan bereits einmal seine Stimme geliehen. Oliver Hardy wurde von Gerd Duwner gesprochen, der ihn mehrfach synchronisierte. Diese Fassung ist auf DVD veröffentlicht worden. Für die ZDF-Reihe Dick und Doof wurde der Film gekürzt und in drei Teilen ausgestrahlt. Außerdem wurden Kommentare von Heinz Caloué hinzugefügt, die Gert-Günther Hoffmann sprach.[5]
- Die dritte Fassung, nun unter dem Titel Die tapferen Schotten, entstand wie fast alle Langfilme, 1975 bei der Beta-Technik für die Ausstrahlung in der ZDF-Reihe Lachen Sie mit Stan und Ollie. Das Dialogbuch wurde von Wolfgang Schick auf Grundlage der Fassung von 1966 erstellt. Schick führte auch Dialogregie. Stan wurde hier nun von seinem Stammsprecher Walter Bluhm gesprochen und Michael Habeck lieh Ollie seine Stimme. Diese Fassung wurde zuletzt auf ORF 2 ausgestrahlt.[7][5] Auch diese Fassung ist auf DVD veröffentlicht worden[8].

| Darsteller      | Rolle                  | 2. Synchro             | 3. Synchro          |
| --------------- | ---------------------- | ---------------------- | ------------------- |
| Stan Laurel     | Stanley McLaurel       | Horst Gentzen          | Walter Bluhm        |
| Oliver Hardy    | Ollie                  | Gerd Duwner            | Michael Habeck      |
| June Lang       | Lorna McLaurel         | n.n.                   | n.n.                |
| William Janney  | Alan Douglas           | Thomas Danneberg       | Leon Rainer         |
| James Finlayson | Sgt. Major Finlayson   | Hugo Schrader          | Leo Bardischewski   |
| Anne Grey       | Lady Ormsby            | Anneliese Priefert     | Rosemarie Fendel    |
| Vernon Steele   | Colonel McGregor       | Jürgen Thormann        | Manfred Schott      |
| David Torrence  | Anwalt Mr. Miggs       | Paul Wagner            | Christian Marschall |
| Mary Gordon     | Gastwirtin             | Edith Schollwer        | Toni Treutler       |
| Daphne Pollard  | Millie, Dienstmädchen  | Erna Sellmer           | Marianne Wischmann  |
| Maurice Black   | Scheich Khan Mir Jutra | Arnold Marquis         | Donald Arthur       |
| Claude King     | General Roberts        | Friedrich Schoenfelder | Wolf Ackva          |
| Lionel Belmore  | Alter Schmied          | n.n.                   | n.n.                |
| Jack Hill       | Hotelgast              | n.n.                   | n.n.                |